# Чиччано
Чиччано (італ. Cicciano, сиц. Ciccianu) — муніципалітет в Італії, у регіоні Кампанія,  метрополійне місто Неаполь.
Чиччано розташоване на відстані близько 200 км на південний схід від Рима, 29 км на північний схід від Неаполя.
Населення — 12 920 осіб (2014).
Щорічний фестиваль відбувається 19 лютого. Покровитель — San Barbato.

## Демографія
Населення за роками:

Станом на 1 січня 2023 року в муніципалітеті офіційно проживало 276 іноземців з 36 країн, серед них 125 громадян країн Євросоюзу та 42 громадяни України.

## Сусідні муніципалітети
- Кампозано
- Коміціано
- Нола
- Роккараїнола
- Туфіно